# تشيستر بولز
تشيستر بولز (بالإنجليزية: Chester Bowles)‏ (و. 1901 – 1986 م) هو سياسي، ودبلوماسي من الولايات المتحدة الأمريكية ولد في سبرينغفيلد.
وهو عضو في الحزب الديمقراطي الأمريكي .

## التعليم
تعلم في جامعة ييل.

## روابط خارجية
- تشيستر بولز على موقع الموسوعة البريطانية (الإنجليزية)
- تشيستر بولز على موقع مونزينجر (الألمانية)
- تشيستر بولز على موقع إن إن دي بي (الإنجليزية)